# Tomophyllum brachyphlebium
Tomophyllum brachyphlebium är en stensöteväxtart som först beskrevs av Bak., och fick sitt nu gällande namn av Barbara S. Parris. Tomophyllum brachyphlebium ingår i släktet Tomophyllum och familjen Polypodiaceae. Inga underarter finns listade.